# 英屬多哥蘭
英屬多哥蘭（英語：British Togoland）是英國在西非轄下的一個領地。原為德國殖民地多哥蘭，在第一次世界大戰多哥戰役後被英國和法國分治後在1916年成立。1956年5月9日公投同意與英屬黃金海岸合併，成為迦納共和國。 